# Kim Joo-Jin
Kim Joo-Jin (en coreano: 김주진; 21 de junio de 1986) es un deportista surcoreano que compitió en judo. Ganó una medalla de oro en los Juegos Asiáticos de 2010, y una medalla de bronce en el Campeonato Asiático de Judo de 2008.

## Palmarés internacional
| Juegos Asiáticos    | Juegos Asiáticos     | Juegos Asiáticos  | Juegos Asiáticos |
| Año                 | Lugar                | Medalla           | Categoría        |
| ------------------- | -------------------- | ----------------- | ---------------- |
| 2010                | Cantón (China)       | Medalla de oro    | –66 kg           |
| Campeonato Asiático |                      |                   |                  |
| Año                 | Lugar                | Medalla           | Categoría        |
| 2008                | Jeju (Corea del Sur) | Medalla de bronce | –66 kg           |